# شهرستان هیز (تگزاس)
شهرستان هیز، تگزاس (به انگلیسی: Hays County, Texas) یک سکونتگاه مسکونی در ایالات متحده آمریکا است که در تگزاس واقع شده‌است.

## خصوصیات
شهرستان هیز ۱٬۷۶۱٫۲ کیلومترمربع مساحت دارد.

## نگارخانه

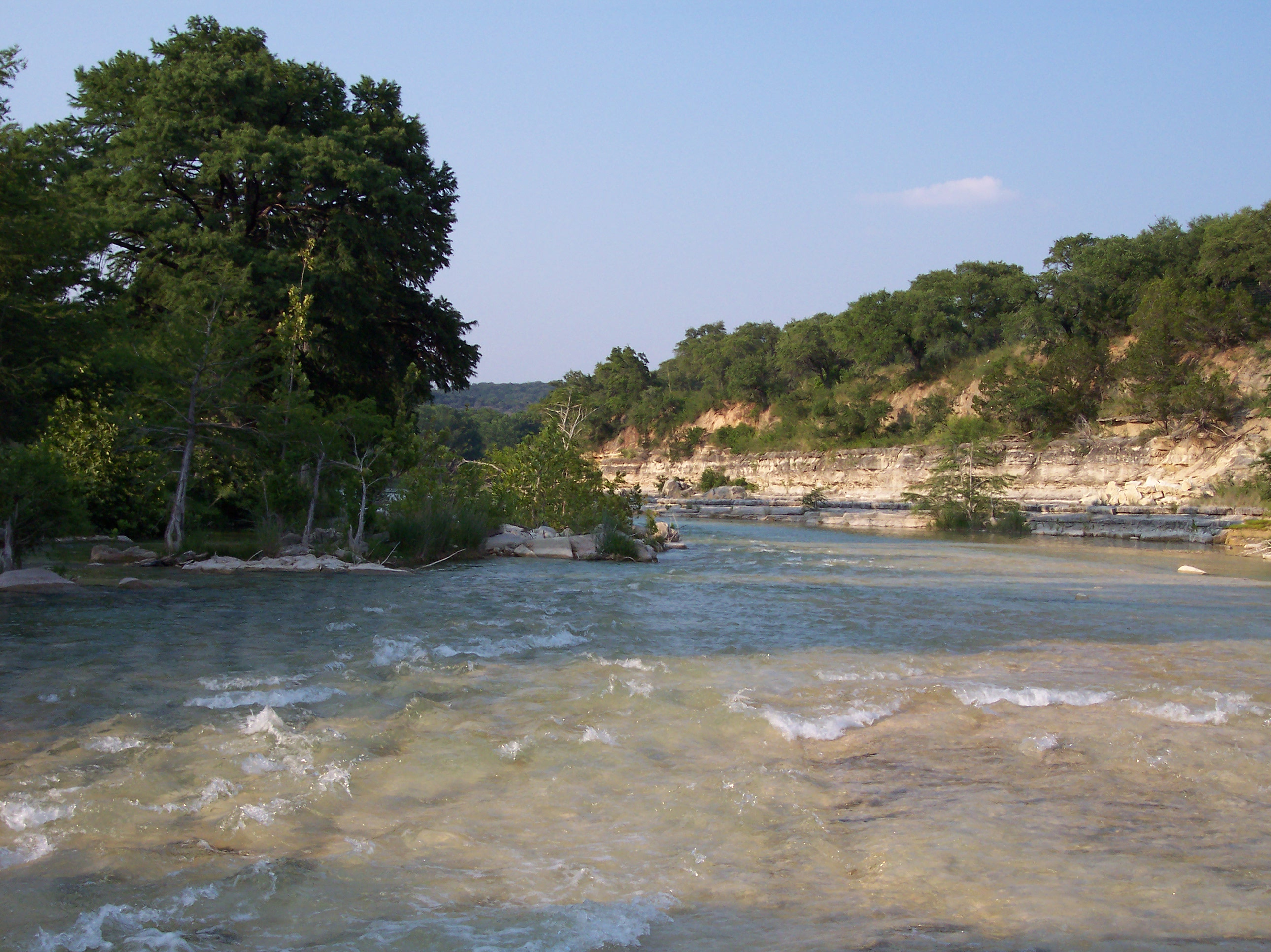
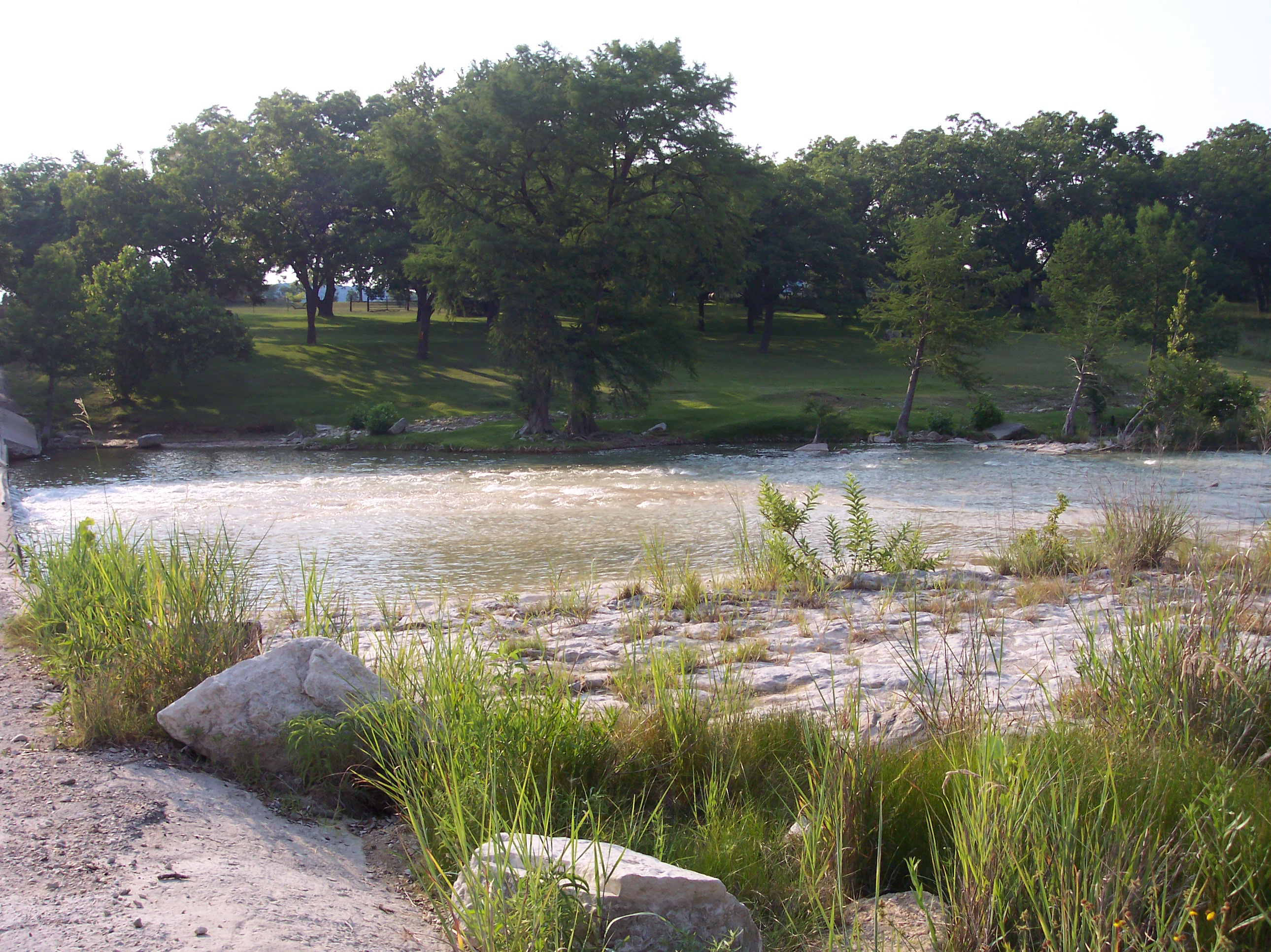
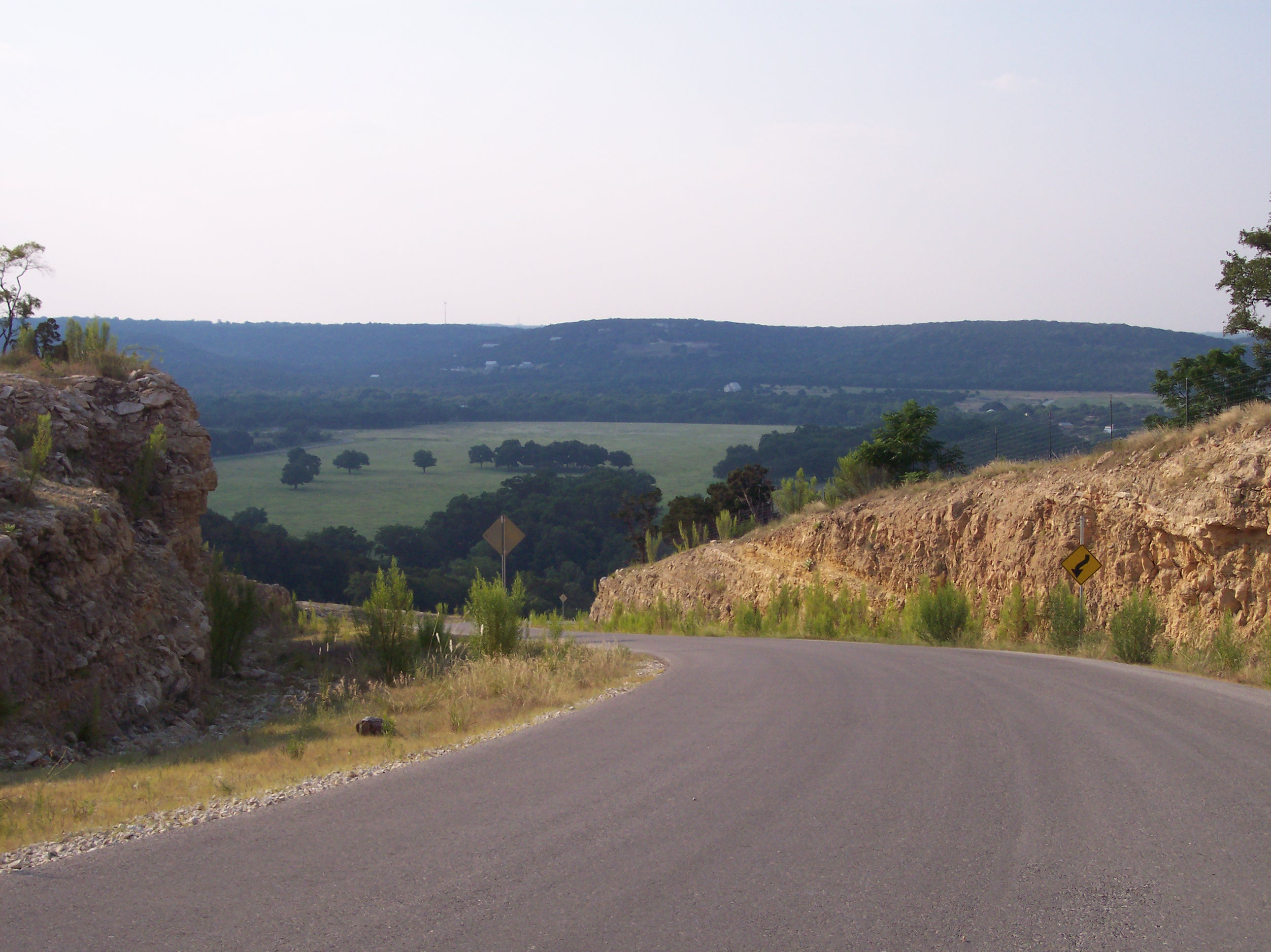